# Olympische Winterspiele 1928/Ski Nordisch
Bei den II. Olympischen Winterspielen 1928 in St. Moritz fanden vier Wettbewerbe im nordischen Skisport statt. Diese galten gleichzeitig als 5. Nordische Skiweltmeisterschaften. Neben olympischen Medaillen wurden auch Weltmeisterschaftsmedaillen vergeben. Einzige Ausnahme war die Nordische Kombination, in der es ausschließlich olympische Medaillen gab. Austragungsorte waren das Olympia-Skistadion und die Olympiaschanze.

## Bilanz

### Medaillenspiegel
| Platz | Land             | Gold | Silber | Bronze | Gesamt |
| ----- | ---------------- | ---- | ------ | ------ | ------ |
| 1     | Norwegen         | 3    | 3      | 2      | 8      |
| 2     | Schweden         | 1    | 1      | 1      | 3      |
| 3     | Tschechoslowakei | –    | –      | 1      | 1      |

### Medaillengewinner
| Konkurrenz | Gold                 | Silber         | Bronze           |
| ---------- | -------------------- | -------------- | ---------------- |
| 18 km      | Johan Grøttumsbråten | Ole Hegge      | Reidar Ødegaard  |
| 50 km      | Per-Erik Hedlund     | Gustaf Jonsson | Volger Andersson |

| Konkurrenz        | Gold         | Silber       | Bronze         |
| ----------------- | ------------ | ------------ | -------------- |
| Spezialsprunglauf | Alf Andersen | Sigmund Ruud | Rudolf Burkert |

| Konkurrenz | Gold                 | Silber           | Bronze        |
| ---------- | -------------------- | ---------------- | ------------- |
| Einzel     | Johan Grøttumsbråten | Hans Vinjarengen | John Snersrud |

## Skilanglauf

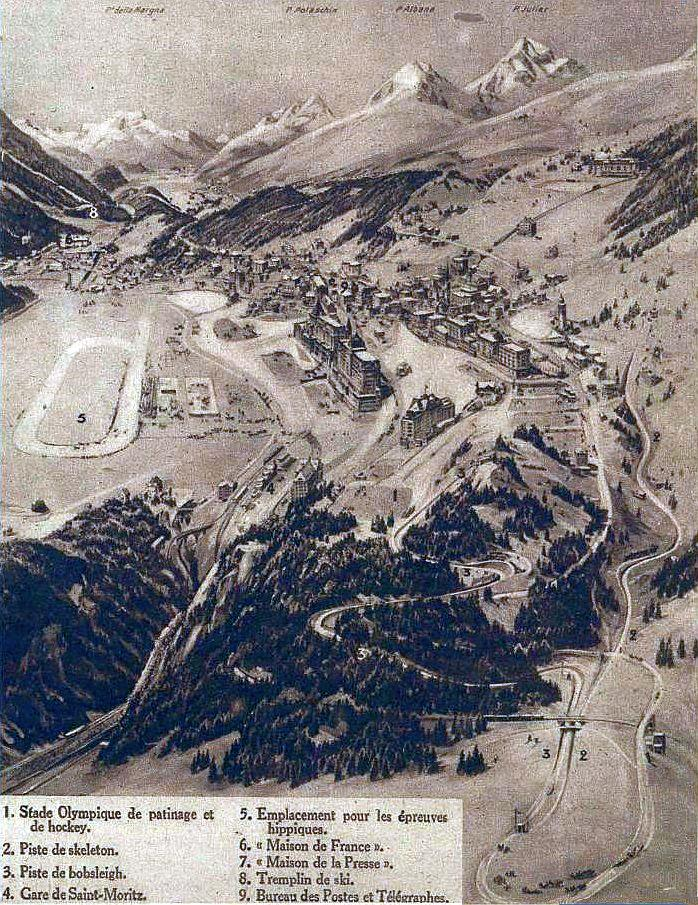
Blick auf die Wintersportanlagen von St. Moritz

### 18 km
| Platz | Land | Sportler             | Zeit (h) |
| ----- | ---- | -------------------- | -------- |
| 1     | NOR  | Johan Grøttumsbråten | 1:37:01  |
| 2     | NOR  | Ole Hegge            | 1:39:01  |
| 3     | NOR  | Reidar Ødegaard      | 1:40:11  |
| 4     | FIN  | Veli Saarinen        | 1:40:57  |
| 5     | NOR  | Hagbart Haakonsen    | 1:41:29  |
| 6     | SWE  | Per-Erik Hedlund     | 1:41:51  |
| 7     | SWE  | Lars Theodor Jonsson | 1:41:59  |
| 7     | FIN  | Martti Lappalainen   | 1:41:59  |

Datum: 17. Februar 1928 

49 Teilnehmer aus 15 Ländern, davon 44 in der Wertung Nicht beendet u. a.: Alphonse Julen (SUI).
Die Resultate des Langlaufs über 18 km wurden gleichzeitig für die Nordische Kombination gewertet.

### 50 km
| Platz | Land | Sportler          | Zeit (h) |
| ----- | ---- | ----------------- | -------- |
| 1     | SWE  | Per-Erik Hedlund  | 4:52:03  |
| 2     | SWE  | Gustaf Jonsson    | 5:05:30  |
| 3     | SWE  | Volger Andersson  | 5:05:46  |
| 4     | SWE  | Olav Kjelbotn     | 5:14:22  |
| 5     | NOR  | Ole Hegge         | 5:17:58  |
| 6     | FIN  | Tauno Lappalainen | 5:18:33  |
| 7     | SWE  | Anders Ström      | 5:21:54  |
| 8     | NOR  | Johan Støa        | 5:25:30  |

Datum: 14. Februar 1928 

41 Teilnehmer aus 11 Ländern, davon 30 in der Wertung
Durch den ungewöhnlichen Temperaturanstieg von drei Grad um 8 Uhr auf 25 Grad in den Mittagsstunden wurden die Skiläufer vor schwere Wachsprobleme gestellt, die beinahe ein Drittel der Teilnehmer aufgeben ließ. Laut «Sport Zürich» habe es «eine unerwartete Schlappe der Norweger und die mörderischste Schlacht in der Geschichte des Ski-Marathons gegeben».

## Spezialsprunglauf
| Platz | Land | Sportler            | Weiten (m)  | Punkte |
| ----- | ---- | ------------------- | ----------- | ------ |
| 1     | NOR  | Alf Andersen        | 60,0 / 64,0 | 19,208 |
| 2     | NOR  | Sigmund Ruud        | 57,5 / 62,5 | 18,542 |
| 3     | TCH  | Rudolf Burkert      | 57,0 / 59,5 | 17,937 |
| 4     | SWE  | Axel-Herman Nilsson | 53,5 / 60,0 | 16,937 |
| 5     | SWE  | Sven-Olof Lundgren  | 48,0 / 59,0 | 16,708 |
| 6     | USA  | Rolf Monsen         | 53,0 / 59,5 | 16,687 |
| 7     | SUI  | Sepp Mühlbauer      | 52,0 / 58,0 | 16,541 |
| 8     | SUI  | Ernst Feuz          | 52,5 / 58,5 | 16,458 |

Datum: 18. Februar 1928 

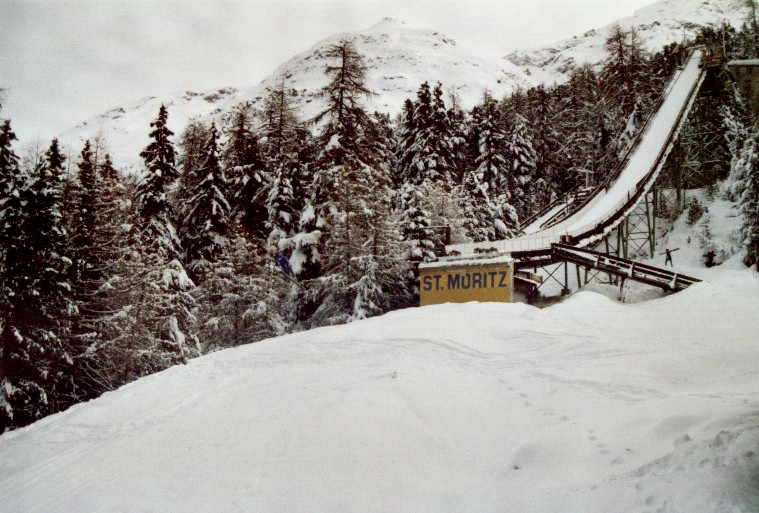
Die Olympiaschanze St. Moritz

39 Teilnehmer aus 13 Ländern, alle in der Wertung (S) kennzeichnet einen Sturz.
Diese Disziplin wird auch als Sprunglauf oder Skispringen bezeichnet. Der weiteste Sprung erhielt 20 Punkte, alle weiteren entsprechende Punktabzüge. Zusätzlich vergaben drei Wertungsrichter Stilnoten. Aus beiden Ergebnissen wurde das Mittel berechnet. Es gab insgesamt elf Stürze.

## Nordische Kombination
| Rang | Land | Athlet               | Skilanglauf | Skilanglauf | Skispringen | Gesamt |
| Rang | Land | Athlet               | Zeit [h]    | Pkte. (Pl.) | Pkte. (Pl.) | Punkte |
| ---- | ---- | -------------------- | ----------- | ----------- | ----------- | ------ |
| 1    | NOR  | Johan Grøttumsbråten | 1:37:01     | 20,000 0(1) | 15,667 0(8) | 17,833 |
| 2    | NOR  | Hans Vinjarengen     | 1:41:44     | 17,750 0(2) | 12,854 (19) | 15,303 |
| 3    | NOR  | Jon Snersrud         | 1:50:51     | 13,125 0(9) | 16,917 0(3) | 15,021 |
| 4    | FIN  | Paavo Nuotio         | 1:48:46     | 14,125 0(4) | 15,729 0(7) | 14,927 |
| 5    | FIN  | Esko Järvinen        | 1:46:23     | 15,375 0(3) | 14,246 (16) | 14,810 |
| 6    | SWE  | Sven Eriksson        | 1:52:20     | 12,375 (11) | 16,312 0(5) | 14,593 |
| 7    | GER  | Ludwig Böck          | 1:48:56     | 14,125 0(5) | 12,395 (21) | 13,260 |
| 8    | NOR  | Ole Kolterud         | 1:50:17     | 13,375 0(7) | 12,917 (18) | 13,146 |

Lauf: 17. Februar 1928

Springen: 18. Februar 1928

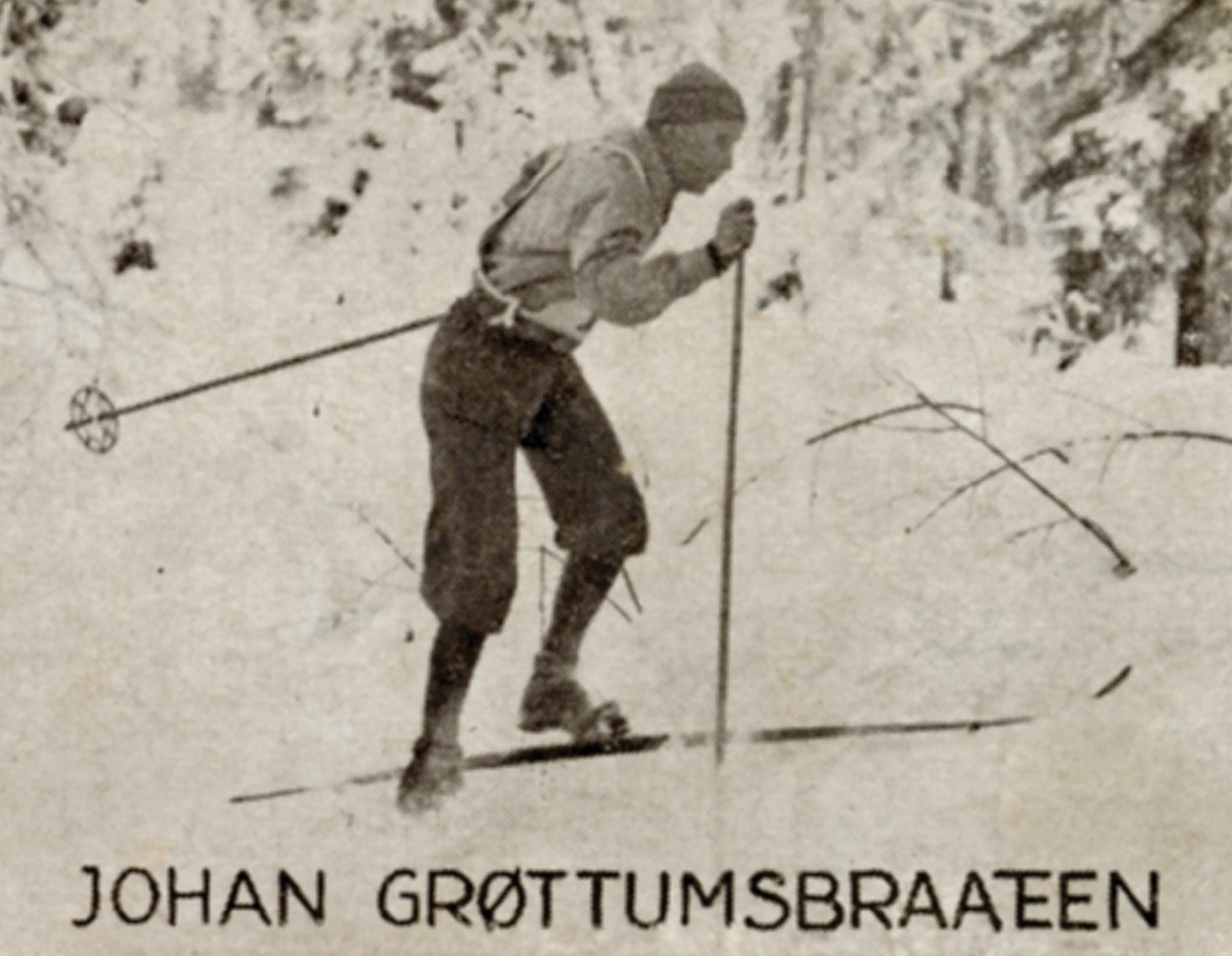
Olympiasieger Johan Grøttumsbråten

35 Teilnehmer aus 14 Ländern, davon 28 in der Wertung
In den Anfangsjahrzehnten wurde die Nordische Kombination in nur einer Variante ausgetragen. Als erste Teildisziplin wurde das Laufen durchgeführt, wobei die Teilnehmer hier in St. Moritz am Rennen der Langlaufspezialisten über 18 Kilometer teilnahmen und gesondert auch für die Nordische Kombination gewertet wurden. Der schnellste Läufer erhielt 20 Punkte, danach gab es pro Minute Rückstand 0,25 Punkte Abzug. Am Tag darauf fand der Sprunglauf mit zwei Durchgängen statt. Dabei kamen beide Sprünge in die Wertung. Aus den beiden Teilergebnissen wurde anschließend das Mittel berechnet.
Johan Grøttumsbraaten wurde Olympiasieger im Langlauf, der ersten Teildisziplin der Nordischen Kombination, und hatte sich hier bereits einen souveränen Vorsprung von fast fünf Minuten vor seinem Landsmann Hans Vinjarengen herausgearbeitet. Auf dem dritten Rang vor dem Springen folgte der Finne Esko Järvinen mit weiteren annähernd fünf Minuten Rückstand. Dieses Springen war für Grøttumsbraaten fast eine Formalität und er sicherte sich seine zweite Goldmedaille innerhalb von zwei Tagen – im Skispringen reichte ihm hier ein achter Platz zum Sieg in der Nordischen Kombination. Vinjarengen, normalerweise ein hervorragender Springer, stürzte bei seinem ersten Sprung, konnte sich aber aufgrund seiner schnellen Zeit aus dem Lauf und einem guten zweiten Sprung die Silbermedaille sichern. Bronze gewann Jon Snersrud nach seinem dritten Platz im Springen.
Nach dem ersten Durchgang hatte Ole Kolterud, ein weiterer Norweger, das Springen angeführt. Doch ein Sturz im zweiten Durchgang nach dem weitesten Sprung des Wettbewerbs mit 65,5 Metern warf ihn in der Gesamtwertung auf den achten Rang zurück. So kam es dazu, dass Norwegen nicht wie vier Jahre zuvor in Chamonix die ersten vier Plätze belegte.
Der Tschechoslowake Rudolf Burkert kam im Springen mit dem weitesten gestandenen Sprung von 62,5 Metern auf Platz eins vor dem Italiener Vitale Venzi. Aber beide waren im Gelände zu schwach gewesen (Burkert 21. / Venzi 25.) und belegten in der Endabrechnung die die Ränge zwölf und zwanzig. Burkert wurde 1927 im italienischen Cortina d’Ampezzo Weltmeister in der Nordischen Kombination. Dort waren allerdings die Norweger und Finnen nicht am Start.